# Gram
Grám (SI oznaka enote: g) je izpeljana enota SI za maso.
Prvotno je bil gram definiran kot "absolutna masa volumna čiste vode enakega kubu stotine metra pri temperaturi talečega ledu." (pozneje pri 4 °C, temperaturi največje gostote vode).
Gram je sedaj definiran kot ena tisočina kilograma (osnovne enote SI za maso) ali 1×10−3 kg.

## Poimenovanje
Kilogram je edina osnovna enota SI, ki ima standardno predpono, gram kot izpeljana enota pa je brez nje. Predpon mednarodnega sistema enot ni dovoljeno kombinirati zaporedno, zato se v tem primeru dodajajo gramu, ne osnovni enoti kilogramu, ker že ima predpono. Zaradi tega je na primer ena milijoninka kilograma 1 mg (en miligram), in ne 1 µkg (en mikrokilogram).
Edina oznaka enote za gram v mednarodnem sistemu enot je »g«, ki sledi številski vrednosti s presledkom. Tako »640 g« pomeni »640 gramov«. V sistemu enot SI ni dovoljena uporaba okrajšav za gram kot so »gr« (oznaka za gran), »gm« (SI oznaka za gram-meter) ali »Gm« (SI oznaka za gigameter).:C-19

## Zgodovina
Francoska narodna konvencija je leta 1795 v reviziji metričnega sistema sprejela besedo gramme kot zamenjavo za besedo gravet, uvedeno leta 1793. Njena definicija je ostala enaka masi kubičnega centimetra vode. Francoski gramme izvira iz latinskega pojma gramma. Ta beseda — iz grške besede γράμμα (grámma), "črka" — je v pozni antiki dobila poseben pomen "ene štiriindvajsetine unče", kar je približno 1,14 sodobnega grama. Tako je pojem uporabljen v carmen de ponderibus et mensuris ("pesem o utežeh in merah") spesnjeni okrog leta 400. Obstajajo dokazi, da se je grška beseda γράμμα uporabljala v enakem smislu ob približno enakem času in v tem pomenu ostala v srednjeveški grščini. Pojem se ni uporabljal v srednjeveški latinščini in je bil ponovno odkrit v renesansi.
Gram je bila osnovna enota mase v sistemu enot CGS. CGS je soobstajal s sistemom enot MKS, prvič predlaganem v 1901. Kilogram je nadomestil gram kot osnovna enota za maso, ko je bil sistem MKS izbran za osnovne enote SI leta 1960.

## Uporaba
Gram je danes najbolj uporabljana enota za netekoče sestavine pri kuhanju in živilih.
Večina standardov in zakonskih predpisov za prehranske oznake na živilih zahteva, da je relativna vsebnost navedena na 100 g živila, tako da je vrednost mogoče brati tudi kot odstotek celotne teže.

## Faktorji za pretvarjanje
- 1 gram (g) = 15.4323583529 granov (gr)
- 1 gran (gr) = 0.06479891 gramov (g)
- 1 avoirdupois unča (oz) = 28.349523125 gramov (g)
- 1 trojanska unča (ozt) = 31.1034768 gramov (g)
- 1 gram (g) = 5 karatov (ct)
- 1 gram (g) = 8.98755179×1013 joulov (J) (glede na E = mc²)
- 500 gramov (g) = 1 Jin v kitajskih enotah merjenja